# Hofanlage Ostendorfer Straße 27
Die Hofanlage Ostendorfer Straße 27 in der niedersächsischen Stadt Bremervörde, Ortsteil Ostendorf, wurde im 18. und 19. Jahrhundert gebaut. Aktuell (2025) wird sie wohl zum Wohnen genutzt.
Die Gebäude stehen unter Denkmalschutz (siehe auch Liste der Baudenkmale in Bremervörde).

## Geschichte und Beschreibung
Bremervörde war um 1000 Sitz der Wasserburg Vörde an der Oste und gehört zum Landkreis Rotenburg (Wümme). Ostendorf wurde 1764 im Zuge der Moorkolonisierung durch Jürgen Christian Findorff gegründet. Dabei wurde eine Reihe von Höfen entlang der Ostendorfer Straße relativ einheitlich errichtet.
Die zurückliegende Hofanlage besteht aus
- dem eingeschossigen giebelständigen niedrigen Wohn- und Wirtschaftsgebäude von 1799 (Inschrift) als Zweiständer-Hallenhaus in Fachwerk mit Steinausfachungen, pfannengedecktem Satteldach, regionaltypischer senkrechter Verbretterung im Giebeldreieck und Grooter Door mit geradem Abschluss,[2]
- dem eingeschossigen giebelständigen Wohnhaus von um 1850 in Fachwerk mit Steinausfachungen, Satteldach und regionaltypischen verbretterten oberen Giebeldreiecken,[3]
- dem eingeschossigen langen Schweinestall mit Futterküche von um 1850 als Fachwerkbau mit Steinausfachungen und pfannengedecktem Satteldach,[4]
- der eingeschossigen Scheune von um 1850 als Fachwerkbau mit Steinausfachungen, Satteldach und mittiger Querdurchfahrt.[5]

Das Landesdenkmalamt befand u. a.: „… Die Hofanlage mit der Nummer 27 ist ein gut überkommenes Beispiel …“